# 小喬爾諾金齊
48°58′26″N 25°59′47″E / 48.97389°N 25.99639°E
小喬爾諾金齊（烏克蘭語：Малі Чорнокінці）是位於烏克蘭西部泰爾諾皮爾州裏喬爾特基夫區的村莊，面積2.17平方公里，2014年人口415，人口密度每平方公里269.6人。